# Federico di Württemberg (generale)
Federico Carlo Augusto di Württemberg (tedesco: Friedrich Karl August Prinz von Württemberg; Comburg, 21 febbraio 1808 – Stoccarda, 9 maggio 1870) è stato un generale tedesco della famiglia Württemberg, padre di Guglielmo II di Württemberg.

## Biografia
Nacque a Schloss Comburg (ora parte di Schwäbisch Hall), secondo figlio e primo maschio del principe Paolo Federico di Württemberg e di sua moglie la principessa Carlotta di Sassonia-Hildburghausen. Attraverso suo padre, Federico era nipote di Federico I di Württemberg e attraverso sua madre di Federico, duca di Sassonia-Altenburg. Fu fratello minore della granduchessa Elena Pavlovna di Russia e fratello maggiore di Paolina, duchessa di Nassau e di Augusto di Württemberg.

### Carriera militare
Federico iniziò la sua carriera militare nel esercito di Württemberg, dove raggiunse il grado di Rittmeister di 2ª classe. Nel 1832, era un colonnello della fanteria e nel 1841 raggiunse il grado di luogotenente generale della cavalleria. Nella guerra austro-prussiana combatté contro la Prussia.

### Matrimonio
Federico sposò la sua prima cugina, la principessa Caterina Federica di Württemberg, figlia di Guglielmo I di Württemberg e di sua moglie Paolina Teresa di Württemberg, il 20 novembre 1845 a Stoccarda. Federico e Caterina ebbero un figlio, Guglielmo II di Württemberg (25 febbraio 1848 - 2 ottobre 1921).

### Ultimi anni
Federico morì il 9 maggio 1870 a Stoccarda, per una ulcera, che era, molto probabilmente, una conseguenza di un infortunio al viso che subì in un incidente di caccia. Federico è stato sepolto nella famiglia cripta nella Schlosskirche a Ludwigsburg Palace.

## Ascendenza
|                                        |                                                     |                                                          | Genitori                                                   |  |  | Nonni |  |  | Bisnonni                              |  |  | Trisnonni                             |  |
|                                        |                                                     |                                                          |                                                            |  |  |       |  |  | 8. Federico II Eugenio di Württemberg |  |  | 16. Carlo I Alessandro di Württemberg |  |
|                                        |                                                     |                                                          |                                                            |  |  |       |  |  | 8. Federico II Eugenio di Württemberg |  |  | 16. Carlo I Alessandro di Württemberg |  |
|                                        |                                                     | 17. Maria Augusta di Thurn und Taxis                     |                                                            |  |  |       |  |  | 8. Federico II Eugenio di Württemberg |  |  |                                       |  |
| 4. Federico I di Württemberg           |                                                     |                                                          |                                                            |  |  |       |  |  | 8. Federico II Eugenio di Württemberg |  |  |                                       |  |
|                                        |                                                     | 9. Federica Dorotea di Brandeburgo-Schwedt               | 18. Federico Guglielmo di Brandeburgo-Schwedt              |  |  |       |  |  |                                       |  |  |                                       |  |
|                                        |                                                     | 9. Federica Dorotea di Brandeburgo-Schwedt               | 18. Federico Guglielmo di Brandeburgo-Schwedt              |  |  |       |  |  |                                       |  |  |                                       |  |
|                                        |                                                     | 9. Federica Dorotea di Brandeburgo-Schwedt               | 19. Sofia Dorotea di Prussia                               |  |  |       |  |  |                                       |  |  |                                       |  |
| 2. Paolo Federico di Württemberg       |                                                     | 9. Federica Dorotea di Brandeburgo-Schwedt               |                                                            |  |  |       |  |  |                                       |  |  |                                       |  |
|                                        |                                                     | 10. Carlo Guglielmo Ferdinando di Brunswick-Wolfenbüttel | 20. Carlo I di Brunswick-Wolfenbüttel                      |  |  |       |  |  |                                       |  |  |                                       |  |
|                                        |                                                     | 10. Carlo Guglielmo Ferdinando di Brunswick-Wolfenbüttel | 20. Carlo I di Brunswick-Wolfenbüttel                      |  |  |       |  |  |                                       |  |  |                                       |  |
|                                        |                                                     | 10. Carlo Guglielmo Ferdinando di Brunswick-Wolfenbüttel | 21. Filippina Carlotta di Prussia                          |  |  |       |  |  |                                       |  |  |                                       |  |
| 5. Augusta di Brunswick-Wolfenbüttel   |                                                     | 10. Carlo Guglielmo Ferdinando di Brunswick-Wolfenbüttel |                                                            |  |  |       |  |  |                                       |  |  |                                       |  |
|                                        |                                                     | 11. Augusta di Hannover                                  | 22. Federico, principe del Galles                          |  |  |       |  |  |                                       |  |  |                                       |  |
|                                        |                                                     | 11. Augusta di Hannover                                  | 22. Federico, principe del Galles                          |  |  |       |  |  |                                       |  |  |                                       |  |
|                                        |                                                     | 11. Augusta di Hannover                                  | 23. Augusta di Sassonia-Gotha-Altenburg                    |  |  |       |  |  |                                       |  |  |                                       |  |
| 1. Federico di Württemberg             |                                                     | 11. Augusta di Hannover                                  |                                                            |  |  |       |  |  |                                       |  |  |                                       |  |
|                                        | 12. Ernesto Federico III di Sassonia-Hildburghausen | 24. Ernesto Federico II di Sassonia-Hildburghausen       |                                                            |  |  |       |  |  |                                       |  |  |                                       |  |
|                                        | 12. Ernesto Federico III di Sassonia-Hildburghausen | 24. Ernesto Federico II di Sassonia-Hildburghausen       |                                                            |  |  |       |  |  |                                       |  |  |                                       |  |
|                                        | 12. Ernesto Federico III di Sassonia-Hildburghausen | 25. Carolina di Erbach-Fürstenau                         |                                                            |  |  |       |  |  |                                       |  |  |                                       |  |
| 6. Federico di Sassonia-Altenburg      | 12. Ernesto Federico III di Sassonia-Hildburghausen |                                                          |                                                            |  |  |       |  |  |                                       |  |  |                                       |  |
|                                        |                                                     | 13. Ernestina Augusta di Sassonia-Weimar                 | 26. Ernesto Augusto I di Sassonia-Weimar                   |  |  |       |  |  |                                       |  |  |                                       |  |
|                                        |                                                     | 13. Ernestina Augusta di Sassonia-Weimar                 | 26. Ernesto Augusto I di Sassonia-Weimar                   |  |  |       |  |  |                                       |  |  |                                       |  |
|                                        |                                                     | 13. Ernestina Augusta di Sassonia-Weimar                 | 27. Sofia Carlotta di Brandeburgo-Bayreuth                 |  |  |       |  |  |                                       |  |  |                                       |  |
| 3. Carlotta di Sassonia-Hildburghausen |                                                     | 13. Ernestina Augusta di Sassonia-Weimar                 |                                                            |  |  |       |  |  |                                       |  |  |                                       |  |
|                                        |                                                     | 14. Carlo II di Meclemburgo-Strelitz                     | 28. Carlo Ludovico Federico di Meclemburgo-Strelitz        |  |  |       |  |  |                                       |  |  |                                       |  |
|                                        |                                                     | 14. Carlo II di Meclemburgo-Strelitz                     | 28. Carlo Ludovico Federico di Meclemburgo-Strelitz        |  |  |       |  |  |                                       |  |  |                                       |  |
|                                        |                                                     | 14. Carlo II di Meclemburgo-Strelitz                     | 29. Elisabetta Albertina di Sassonia-Hildburghausen        |  |  |       |  |  |                                       |  |  |                                       |  |
| 7. Carlotta di Meclemburgo-Strelitz    |                                                     | 14. Carlo II di Meclemburgo-Strelitz                     |                                                            |  |  |       |  |  |                                       |  |  |                                       |  |
|                                        |                                                     | 15. Federica d'Assia-Darmstadt                           | 30. Giorgio Guglielmo d'Assia-Darmstadt                    |  |  |       |  |  |                                       |  |  |                                       |  |
|                                        |                                                     | 15. Federica d'Assia-Darmstadt                           | 30. Giorgio Guglielmo d'Assia-Darmstadt                    |  |  |       |  |  |                                       |  |  |                                       |  |
|                                        |                                                     | 15. Federica d'Assia-Darmstadt                           | 31. Maria Luisa Albertina di Leiningen-Dagsburg-Falkenburg |  |  |       |  |  |                                       |  |  |                                       |  |
|                                        |                                                     | 15. Federica d'Assia-Darmstadt                           |                                                            |  |  |       |  |  |                                       |  |  |                                       |  |